# Liste des monuments historiques protégés en 1950
Cet article recense les monuments historiques français classés ou inscrits en 1950.

## Protections
| Édifice                                                             | Commune                        | Département         | Région                     | Protection | Base Mérimée                         | Coordonnées                        | Image |
| ------------------------------------------------------------------- | ------------------------------ | ------------------- | -------------------------- | ---------- | ------------------------------------ | ---------------------------------- | ----- |
| Monastère royal de Brou                                             | Bourg-en-Bresse                | Ain                 | Auvergne-Rhône-Alpes       | inscrit    | « PA00116318 », notice no PA00116318 | 46° 11′ 53″ nord, 5° 14′ 10″ est   |       |
| Collège des Jésuites                                                | Bourg-en-Bresse                | Ain                 | Auvergne-Rhône-Alpes       | inscrit    | « PA00116320 », notice no PA00116320 | 46° 12′ 07″ nord, 5° 13′ 32″ est   |       |
| Immeuble au 20 rue Samaritaine                                      | Bourg-en-Bresse                | Ain                 | Auvergne-Rhône-Alpes       | inscrit    | « PA00116328 », notice no PA00116328 | 46° 12′ 15″ nord, 5° 13′ 40″ est   |       |
| Maison au lieu-dit la Suisse                                        | Cerdon                         | Ain                 | Auvergne-Rhône-Alpes       | inscrit    | « PA00116356 », notice no PA00116356 | 46° 04′ 44″ nord, 5° 28′ 15″ est   |       |
| Église Saint-André                                                  | Barberier                      | Allier              | Auvergne-Rhône-Alpes       | classé     | « PA00092982 », notice no PA00092982 | 46° 12′ 57″ nord, 3° 14′ 47″ est   |       |
| Chapelle de l'Annonciation                                          | Tende                          | Alpes-Maritimes     | Provence-Alpes-Côte d'Azur | classé     | « PA00080877 », notice no PA00080877 | 44° 05′ 02″ nord, 7° 35′ 34″ est   |       |
| Chapelle de la Miséricorde                                          | Tende                          | Alpes-Maritimes     | Provence-Alpes-Côte d'Azur | classé     | « PA00080878 », notice no PA00080878 | 44° 05′ 01″ nord, 7° 35′ 33″ est   |       |
| Presbytère                                                          | Bourg-Saint-Andéol             | Ardèche             | Auvergne-Rhône-Alpes       | inscrit    | « PA00116677 », notice no PA00116677 | 44° 22′ 17″ nord, 4° 38′ 48″ est   |       |
| Château de Thorrenc                                                 | Thorrenc                       | Ardèche             | Auvergne-Rhône-Alpes       | inscrit    | « PA00116825 », notice no PA00116825 | 45° 14′ 11″ nord, 4° 45′ 42″ est   |       |
| Château de Turenne                                                  | Bazeilles                      | Ardennes            | Grand Est                  | inscrit    | « PA00078341 », notice no PA00078341 | 49° 40′ 36″ nord, 4° 58′ 24″ est   |       |
| Croix d'Antras                                                      | Antras                         | Ariège              | Occitanie                  | inscrit    | « PA00093767 », notice no PA00093767 | 42° 53′ 56″ nord, 0° 56′ 38″ est   |       |
| Chapelle de La Bastide-de-Besplas                                   | La Bastide-de-Besplas          | Ariège              | Occitanie                  | inscrit    | « PA00093772 », notice no PA00093772 | 43° 10′ 05″ nord, 1° 16′ 31″ est   |       |
| Église Saint-Michel d'Ayet                                          | Bethmale                       | Ariège              | Occitanie                  | inscrit    | « PA00093777 », notice no PA00093777 | 42° 53′ 13″ nord, 1° 03′ 36″ est   |       |
| Église Notre-Dame-de-l'Assomption de Fabas                          | Fabas                          | Ariège              | Occitanie                  | inscrit    | « PA00093792 », notice no PA00093792 | 43° 06′ 28″ nord, 1° 06′ 19″ est   |       |
| Chapelle Saint-Sernin de Bensa                                      | Lavelanet                      | Ariège              | Occitanie                  | inscrit    | « PA00093803 », notice no PA00093803 | 42° 55′ 52″ nord, 1° 50′ 30″ est   |       |
| Croix de Durhan                                                     | Lézat-sur-Lèze                 | Ariège              | Occitanie                  | classé     | « PA00093806 », notice no PA00093806 | 43° 16′ 23″ nord, 1° 21′ 24″ est   |       |
| Hôtel de ville de Lézat-sur-Lèze                                    | Lézat-sur-Lèze                 | Ariège              | Occitanie                  | inscrit    | « PA00093808 », notice no PA00093808 | 43° 16′ 34″ nord, 1° 20′ 47″ est   |       |
| Église Saint-Étienne du Mas-d'Azil                                  | Le Mas-d'Azil                  | Ariège              | Occitanie                  | inscrit    | « PA00093816 », notice no PA00093816 | 43° 04′ 48″ nord, 1° 21′ 38″ est   |       |
| Église Saint-Jean-Baptiste de Mérigon                               | Mérigon                        | Ariège              | Occitanie                  | inscrit    | « PA00093823 », notice no PA00093823 | 43° 05′ 18″ nord, 1° 11′ 38″ est   |       |
| Pont du Diable                                                      | Montoulieu                     | Ariège              | Occitanie                  | inscrit    | « PA00093891 », notice no PA00093891 | 42° 54′ 23″ nord, 1° 38′ 27″ est   |       |
| Croix d'Oust                                                        | Oust                           | Ariège              | Occitanie                  | inscrit    | « PA00093939 », notice no PA00093939 | 42° 49′ 05″ nord, 1° 15′ 02″ est   |       |
| Maison de Jehan-Séré                                                | Tarascon-sur-Ariège            | Ariège              | Occitanie                  | inscrit    | « PA00093927 », notice no PA00093927 | 42° 50′ 43″ nord, 1° 36′ 28″ est   |       |
| Château de la Barthe                                                | Belflou                        | Aude                | Occitanie                  | inscrit    | « PA00102556 », notice no PA00102556 | 43° 18′ 57″ nord, 1° 48′ 07″ est   |       |
| Abbaye Sainte-Marie de Rieunette                                    | Ladern-sur-Lauquet             | Aude                | Occitanie                  | classé     | « PA00102710 », notice no PA00102710 | 43° 05′ 47″ nord, 2° 24′ 07″ est   |       |
| Chapelle Notre-Dame-de-Colombier                                    | Montbrun-des-Corbières         | Aude                | Occitanie                  | classé     | « PA00102776 », notice no PA00102776 | 43° 11′ 53″ nord, 2° 41′ 03″ est   |       |
| Église Saint-Laurent                                                | Saint-Laurent-de-la-Cabrerisse | Aude                | Occitanie                  | classé     | « PA00102883 », notice no PA00102883 | 43° 05′ 04″ nord, 2° 41′ 57″ est   |       |
| Pont-aqueduc de l'Orbiel                                            | Trèbes                         | Aude                | Occitanie                  | classé     | « PA00102912 », notice no PA00102912 | 43° 12′ 52″ nord, 2° 26′ 21″ est   |       |
| Enceinte de Flaujac                                                 | Espalion                       | Aveyron             | Occitanie                  | inscrit    | « PA00094018 », notice no PA00094018 | 44° 31′ 38″ nord, 2° 47′ 16″ est   |       |
| Maison                                                              | Rodez                          | Aveyron             | Occitanie                  | inscrit    | « PA00094128 », notice no PA00094128 | 44° 20′ 59″ nord, 2° 34′ 30″ est   |       |
| Presbytère                                                          | Rodez                          | Aveyron             | Occitanie                  | inscrit    | « PA00094133 », notice no PA00094133 | 44° 21′ 06″ nord, 2° 34′ 36″ est   |       |
| Maison Trouillet                                                    | Rodez                          | Aveyron             | Occitanie                  | inscrit    | « PA00094123 », notice no PA00094123 | 44° 20′ 55″ nord, 2° 34′ 28″ est   |       |
| Maison                                                              | Rodez                          | Aveyron             | Occitanie                  | inscrit    | « PA00094122 », notice no PA00094122 | 44° 20′ 55″ nord, 2° 34′ 28″ est   |       |
| Maison                                                              | Rodez                          | Aveyron             | Occitanie                  | inscrit    | « PA00094121 », notice no PA00094121 | 44° 20′ 55″ nord, 2° 34′ 29″ est   |       |
| Portail de Levignac                                                 | Saint-Côme-d'Olt               | Aveyron             | Occitanie                  | inscrit    | « PA00094143 », notice no PA00094143 | 44° 30′ 49″ nord, 2° 47′ 56″ est   |       |
| École du Lau                                                        | Arles                          | Bouches-du-Rhône    | Provence-Alpes-Côte d'Azur | classé     | « PA00081132 », notice no PA00081132 | 43° 40′ 46″ nord, 4° 37′ 48″ est   |       |
| Église Saint-Laurent                                                | Marseille                      | Bouches-du-Rhône    | Provence-Alpes-Côte d'Azur | classé     | « PA00081340 », notice no PA00081340 | 43° 17′ 45″ nord, 5° 21′ 48″ est   |       |
| Château de Carel                                                    | Saint-Pierre-sur-Dives         | Calvados            | Normandie                  | classé     | « PA00111714 », notice no PA00111714 | 49° 00′ 36″ nord, 0° 02′ 44″ ouest |       |
| Église Saint-Sulpice de Saint-Sulpice-de-Ruffec                     | Saint-Sulpice-de-Ruffec        | Charente            | Nouvelle-Aquitaine         | inscrit    | « PA00104482 », notice no PA00104482 | 45° 56′ 22″ nord, 0° 18′ 49″ est   |       |
| Fort Boyard                                                         | Île-d'Aix                      | Charente-Maritime   | Nouvelle-Aquitaine         | inscrit    | « PA00104714 », notice no PA00104714 | 45° 59′ 59″ nord, 1° 12′ 50″ ouest |       |
| Musée du Nouveau Monde                                              | La Rochelle                    | Charente-Maritime   | Nouvelle-Aquitaine         | classé     | « PA00104886 », notice no PA00104886 | 46° 09′ 42″ nord, 1° 09′ 04″ ouest |       |
| Fort Lupin                                                          | Saint-Nazaire-sur-Charente     | Charente-Maritime   | Nouvelle-Aquitaine         | classé     | « PA00105210 », notice no PA00105210 | 45° 57′ 27″ nord, 1° 01′ 58″ ouest |       |
| Église Saint-Victurnien de Villars-les-Bois                         | Villars-les-Bois               | Charente-Maritime   | Nouvelle-Aquitaine         | classé     | « PA00105298 », notice no PA00105298 | 45° 47′ 56″ nord, 0° 26′ 06″ ouest |       |
| Maison                                                              | Bourges                        | Cher                | Centre-Val de Loire        | inscrit    | « PA00096704 », notice no PA00096704 | 47° 04′ 58″ nord, 2° 24′ 01″ est   |       |
| Maison                                                              | Bourges                        | Cher                | Centre-Val de Loire        | inscrit    | « PA00096700 », notice no PA00096700 | 47° 05′ 06″ nord, 2° 23′ 56″ est   |       |
| Maison                                                              | Bourges                        | Cher                | Centre-Val de Loire        | inscrit    | « PA00096701 », notice no PA00096701 | 47° 05′ 05″ nord, 2° 23′ 56″ est   |       |
| Manoir de la Gaillardière                                           | Vierzon                        | Cher                | Centre-Val de Loire        | inscrit    | « PA00096930 », notice no PA00096930 | 47° 13′ 40″ nord, 2° 07′ 07″ est   |       |
| Maison en pans de bois et briques                                   | Auxonne                        | Côte-d'Or           | Bourgogne-Franche-Comté    | inscrit    | « PA00112086 », notice no PA00112086 | 47° 11′ 37″ nord, 5° 23′ 17″ est   |       |
| Couvent des Carmélites                                              | Beaune                         | Côte-d'Or           | Bourgogne-Franche-Comté    | inscrit    | « PA00112105 », notice no PA00112105 | 47° 01′ 23″ nord, 4° 50′ 21″ est   |       |
| Église Saint-Denis                                                  | Binges                         | Côte-d'Or           | Bourgogne-Franche-Comté    | inscrit    | « PA00112141 », notice no PA00112141 | 47° 19′ 45″ nord, 5° 16′ 15″ est   |       |
| Porte de Paris                                                      | Châtillon-sur-Seine            | Côte-d'Or           | Bourgogne-Franche-Comté    | inscrit    | « PA00112205 », notice no PA00112205 | 47° 51′ 46″ nord, 4° 34′ 16″ est   |       |
| Château de Chaudenay                                                | Chaudenay-le-Château           | Côte-d'Or           | Bourgogne-Franche-Comté    | inscrit    | « PA00112208 », notice no PA00112208 | 47° 10′ 44″ nord, 4° 38′ 46″ est   |       |
| Église                                                              | La Chaume                      | Côte-d'Or           | Bourgogne-Franche-Comté    | inscrit    | « PA00112209 », notice no PA00112209 | 47° 52′ 42″ nord, 4° 50′ 23″ est   |       |
| Maison                                                              | Dijon                          | Côte-d'Or           | Bourgogne-Franche-Comté    | inscrit    | « PA00112418 », notice no PA00112418 | 47° 19′ 04″ nord, 5° 02′ 00″ est   |       |
| Maison Le Petit Cîteaux                                             | Dijon                          | Côte-d'Or           | Bourgogne-Franche-Comté    | inscrit    | « PA00112409 », notice no PA00112409 | 47° 19′ 09″ nord, 5° 01′ 59″ est   |       |
| Hôtel Coeurderoy                                                    | Dijon                          | Côte-d'Or           | Bourgogne-Franche-Comté    | inscrit    | « PA00112292 », notice no PA00112292 | 47° 19′ 27″ nord, 5° 02′ 45″ est   |       |
| Maison                                                              | Dijon                          | Côte-d'Or           | Bourgogne-Franche-Comté    | inscrit    | « PA00112423 », notice no PA00112423 | 47° 19′ 23″ nord, 5° 02′ 35″ est   |       |
| Hôtel Perreney de Baleure                                           | Dijon                          | Côte-d'Or           | Bourgogne-Franche-Comté    | inscrit    | « PA00112318 », notice no PA00112318 | 47° 19′ 13″ nord, 5° 02′ 12″ est   |       |
| Maison                                                              | Dijon                          | Côte-d'Or           | Bourgogne-Franche-Comté    | inscrit    | « PA00112422 », notice no PA00112422 | 47° 19′ 21″ nord, 5° 02′ 34″ est   |       |
| Hôtel de la Croix-de-Fer                                            | Dijon                          | Côte-d'Or           | Bourgogne-Franche-Comté    | inscrit    | « PA00112293 », notice no PA00112293 | 47° 19′ 21″ nord, 5° 02′ 34″ est   |       |
| Hôtel Gruère                                                        | Dijon                          | Côte-d'Or           | Bourgogne-Franche-Comté    | inscrit    | « PA00112304 », notice no PA00112304 | 47° 19′ 13″ nord, 5° 02′ 35″ est   |       |
| Chapelle-lavoir                                                     | Fontaines-en-Duesmois          | Côte-d'Or           | Bourgogne-Franche-Comté    | inscrit    | « PA00112463 », notice no PA00112463 | 47° 38′ 57″ nord, 4° 32′ 36″ est   |       |
| Église Saint-Antoine                                                | Savigny-sous-Mâlain            | Côte-d'Or           | Bourgogne-Franche-Comté    | inscrit    | « PA00112660 », notice no PA00112660 | 47° 19′ 56″ nord, 4° 45′ 45″ est   |       |
| Tour de Semur-en-Auxois                                             | Semur-en-Auxois                | Côte-d'Or           | Bourgogne-Franche-Comté    | inscrit    | « PA00112677 », notice no PA00112677 | 47° 29′ 22″ nord, 4° 19′ 58″ est   |       |
| Chapelle Notre-Dame de Douarnec                                     | Gommenec'h                     | Côtes-d'Armor       | Bretagne                   | inscrit    | « PA00089166 », notice no PA00089166 | 48° 38′ 21″ nord, 3° 02′ 57″ ouest |       |
| Église Saint-Martial de Villars                                     | Villars                        | Dordogne            | Nouvelle-Aquitaine         | inscrit    | « PA00083066 », notice no PA00083066 | 45° 25′ 12″ nord, 0° 45′ 13″ est   |       |
| Ruines de l'abbaye de Boschaud                                      | Villars                        | Dordogne            | Nouvelle-Aquitaine         | classé     | « PA00083064 », notice no PA00083064 | 45° 25′ 21″ nord, 0° 43′ 56″ est   |       |
| Château de Montalembert                                             | Maîche                         | Doubs               | Bourgogne-Franche-Comté    | inscrit    | « PA00101664 », notice no PA00101664 | 47° 15′ 08″ nord, 6° 47′ 56″ est   |       |
| Château d'Aulan                                                     | Aulan                          | Drôme               | Auvergne-Rhône-Alpes       | inscrit    | « PA00116885 », notice no PA00116885 | 44° 13′ 20″ nord, 5° 25′ 41″ est   |       |
| Église Saint-Georges d'Auvers-Saint-Georges                         | Auvers-Saint-Georges           | Essonne             | Île-de-France              | inscrit    | « PA00087809 », notice no PA00087809 | 48° 29′ 33″ nord, 2° 13′ 03″ est   |       |
| Église Saint-Pierre-ès-Liens de Bouray-sur-Juine                    | Bouray-sur-Juine               | Essonne             | Île-de-France              | inscrit    | « PA00087824 », notice no PA00087824 | 48° 31′ 13″ nord, 2° 17′ 53″ est   |       |
| Chapelle de Bonnevaux                                               | Buno-Bonnevaux                 | Essonne             | Île-de-France              | inscrit    | « PA00087844 », notice no PA00087844 | 48° 22′ 34″ nord, 2° 23′ 38″ est   |       |
| Église Notre-Dame de Corbreuse                                      | Corbreuse                      | Essonne             | Île-de-France              | inscrit    | « PA00087868 », notice no PA00087868 | 48° 30′ 05″ nord, 1° 57′ 29″ est   |       |
| Église Notre-Dame-de-l'Assomption de Montceaux                      | Le Coudray-Montceaux           | Essonne             | Île-de-France              | inscrit    | « PA00087869 », notice no PA00087869 | 48° 33′ 18″ nord, 2° 28′ 57″ est   |       |
| Église Saint-Martin d'Étiolles                                      | Étiolles                       | Essonne             | Île-de-France              | inscrit    | « PA00087908 », notice no PA00087908 | 48° 38′ 11″ nord, 2° 28′ 25″ est   |       |
| Église Saint-Rémi de Fontenay-le-Vicomte                            | Fontenay-le-Vicomte            | Essonne             | Île-de-France              | inscrit    | « PA00087914 », notice no PA00087914 | 48° 32′ 55″ nord, 2° 23′ 51″ est   |       |
| Église Saint-Léonard des Granges-le-Roi                             | Les Granges-le-Roi             | Essonne             | Île-de-France              | inscrit    | « PA00087920 », notice no PA00087920 | 48° 30′ 15″ nord, 2° 01′ 16″ est   |       |
| Église Saint-Pierre d'Igny                                          | Igny                           | Essonne             | Île-de-France              | inscrit    | « PA00087922 », notice no PA00087922 | 48° 44′ 32″ nord, 2° 13′ 32″ est   |       |
| Croix Boissée                                                       | Leudeville                     | Essonne             | Île-de-France              | inscrit    | « PA00087936 », notice no PA00087936 | 48° 34′ 15″ nord, 2° 19′ 42″ est   |       |
| Église Saint-Germain de Lisses                                      | Lisses                         | Essonne             | Île-de-France              | inscrit    | « PA00087939 », notice no PA00087939 | 48° 35′ 55″ nord, 2° 25′ 31″ est   |       |
| Église Saint-Germain-de-Paris de Morsang-sur-Seine                  | Morsang-sur-Seine              | Essonne             | Île-de-France              | inscrit    | « PA00087981 », notice no PA00087981 | 48° 34′ 13″ nord, 2° 29′ 43″ est   |       |
| Pierre-Frite                                                        | Breuilpont                     | Eure                | Normandie                  | classé     | « PA00099361 », notice no PA00099361 | 48° 57′ 17″ nord, 1° 24′ 45″ est   |       |
| Château de Herces                                                   | Berchères-sur-Vesgre           | Eure-et-Loir        | Centre-Val de Loire        | inscrit    | « PA00096970 », notice no PA00096970 | 48° 50′ 21″ nord, 1° 32′ 52″ est   |       |
| Château Saint-Jean de Nogent-le-Rotrou                              | Nogent-le-Rotrou               | Eure-et-Loir        | Centre-Val de Loire        | inscrit    | « PA00097173 », notice no PA00097173 | 48° 18′ 51″ nord, 0° 49′ 14″ est   |       |
| Croix de chemin de Clohars-Fouesnant                                | Clohars-Fouesnant              | Finistère           | Bretagne                   | inscrit    | « PA00089882 », notice no PA00089882 | 47° 54′ 38″ nord, 4° 04′ 21″ ouest |       |
| Pierre cultuelle gauloise                                           | Ploudaniel                     | Finistère           | Bretagne                   | classé     | « PA00090211 », notice no PA00090211 | 48° 31′ 05″ nord, 4° 19′ 40″ ouest |       |
| Chapelle des Minimes de Pont-Saint-Esprit                           | Pont-Saint-Esprit              | Gard                | Occitanie                  | inscrit    | « PA00103158 », notice no PA00103158 | 44° 15′ 25″ nord, 4° 38′ 56″ est   |       |
| Pont sur le Gardon                                                  | Saint-Jean-du-Gard             | Gard                | Occitanie                  | inscrit    | « PA00103220 », notice no PA00103220 | 44° 06′ 17″ nord, 3° 52′ 50″ est   |       |
| Enceinte de Larressingle                                            | Larressingle                   | Gers                | Occitanie                  | classé     | « PA00094829 », notice no PA00094829 | 43° 56′ 38″ nord, 0° 18′ 38″ est   |       |
| Croix de Larressingle                                               | Larressingle                   | Gers                | Occitanie                  | inscrit    | « PA00094827 », notice no PA00094827 | 43° 56′ 39″ nord, 0° 18′ 37″ est   |       |
| Église Saint-Étienne                                                | Baziège                        | Haute-Garonne       | Occitanie                  | inscrit    | « PA00094285 », notice no PA00094285 | 43° 27′ 19″ nord, 1° 36′ 49″ est   |       |
| Église Notre-Dame                                                   | Beauchalot                     | Haute-Garonne       | Occitanie                  | inscrit    | « PA00094287 », notice no PA00094287 | 43° 06′ 29″ nord, 0° 52′ 11″ est   |       |
| Pont sur le Touch de Blagnac                                        | Blagnac                        | Haute-Garonne       | Occitanie                  | inscrit    | « PA00094293 », notice no PA00094293 | 43° 37′ 15″ nord, 1° 23′ 49″ est   |       |
| Église Sainte-Marie de Boulogne-sur-Gesse                           | Boulogne-sur-Gesse             | Haute-Garonne       | Occitanie                  | inscrit    | « PA00094294 », notice no PA00094294 | 43° 17′ 26″ nord, 0° 38′ 46″ est   |       |
| Moulin à vent de la Paillasse                                       | Caragoudes                     | Haute-Garonne       | Occitanie                  | inscrit    | « PA00094302 », notice no PA00094302 | 43° 29′ 57″ nord, 1° 41′ 44″ est   |       |
| Église de la Nativité-de-la-Sainte-Vierge de Labarthe               | Labarthe-Inard                 | Haute-Garonne       | Occitanie                  | inscrit    | « PA00094356 », notice no PA00094356 | 43° 06′ 24″ nord, 0° 50′ 08″ est   |       |
| Église Saint-Pierre-et-Saint-Paul de Lavernose-Lacasse              | Lavernose-Lacasse              | Haute-Garonne       | Occitanie                  | inscrit    | « PA00094368 », notice no PA00094368 | 43° 23′ 48″ nord, 1° 15′ 41″ est   |       |
| Maisons des Moines                                                  | Montbrun-Bocage                | Haute-Garonne       | Occitanie                  | inscrit    | « PA00094386 », notice no PA00094386 | 43° 07′ 39″ nord, 1° 16′ 03″ est   |       |
| Tour à signaux de Castet                                            | Oô                             | Haute-Garonne       | Occitanie                  | inscrit    | « PA00094411 », notice no PA00094411 | 42° 47′ 58″ nord, 0° 30′ 32″ est   |       |
| Église Saint-Pierre de Palaminy                                     | Palaminy                       | Haute-Garonne       | Occitanie                  | inscrit    | « PA00094413 », notice no PA00094413 | 43° 12′ 15″ nord, 1° 03′ 58″ est   |       |
| Église Saint-Jacques                                                | Pechbonnieu                    | Haute-Garonne       | Occitanie                  | inscrit    | « PA00094416 », notice no PA00094416 | 43° 42′ 10″ nord, 1° 28′ 00″ est   |       |
| Église Saint-Pierre du Plan                                         | Le Plan                        | Haute-Garonne       | Occitanie                  | inscrit    | « PA00094423 », notice no PA00094423 | 43° 09′ 58″ nord, 1° 07′ 17″ est   |       |
| Maison                                                              | Rieux-Volvestre                | Haute-Garonne       | Occitanie                  | inscrit    | « PA00094440 », notice no PA00094440 | 43° 15′ 29″ nord, 1° 12′ 12″ est   |       |
| Pont de Lajous                                                      | Rieux-Volvestre                | Haute-Garonne       | Occitanie                  | inscrit    | « PA00094441 », notice no PA00094441 | 43° 15′ 30″ nord, 1° 12′ 13″ est   |       |
| Maison près du presbytère                                           | Saint-Félix-Lauragais          | Haute-Garonne       | Occitanie                  | inscrit    | « PA00094457 », notice no PA00094457 | 43° 26′ 57″ nord, 1° 53′ 09″ est   |       |
| Pont de Saint-Martory                                               | Saint-Martory                  | Haute-Garonne       | Occitanie                  | inscrit    | « PA00094470 », notice no PA00094470 | 43° 08′ 31″ nord, 0° 55′ 49″ est   |       |
| Hôtel de ville de Saint-Sulpice-sur-Lèze                            | Saint-Sulpice-sur-Lèze         | Haute-Garonne       | Occitanie                  | inscrit    | « PA00094479 », notice no PA00094479 | 43° 19′ 41″ nord, 1° 19′ 23″ est   |       |
| Maison                                                              | Saint-Sulpice-sur-Lèze         | Haute-Garonne       | Occitanie                  | inscrit    | « PA00094480 », notice no PA00094480 | 43° 19′ 40″ nord, 1° 19′ 20″ est   |       |
| Croix de Saint-Sulpice-sur-Lèze                                     | Saint-Sulpice-sur-Lèze         | Haute-Garonne       | Occitanie                  | inscrit    | « PA00094477 », notice no PA00094477 | 43° 19′ 42″ nord, 1° 19′ 22″ est   |       |
| Hôtel Pierre Comère                                                 | Toulouse                       | Haute-Garonne       | Occitanie                  | inscrit    | « PA00094564 », notice no PA00094564 | 43° 36′ 06″ nord, 1° 26′ 36″ est   |       |
| Hôtel Dumay (actuel Musée du Vieux Toulouse)                        | Toulouse                       | Haute-Garonne       | Occitanie                  | classé     | « PA00094546 », notice no PA00094546 | 43° 36′ 09″ nord, 1° 26′ 35″ est   |       |
| Hôtel Jean Catel                                                    | Toulouse                       | Haute-Garonne       | Occitanie                  | inscrit    | « PA00094552 », notice no PA00094552 | 43° 35′ 59″ nord, 1° 26′ 55″ est   |       |
| Hôtel de Nupces                                                     | Toulouse                       | Haute-Garonne       | Occitanie                  | inscrit    | « PA00094560 », notice no PA00094560 | 43° 36′ 01″ nord, 1° 26′ 33″ est   |       |
| Hôtel de Bonnefoy                                                   | Toulouse                       | Haute-Garonne       | Occitanie                  | inscrit    | « PA00094535 », notice no PA00094535 | 43° 35′ 59″ nord, 1° 26′ 48″ est   |       |
| Pont sur le Touch                                                   | Toulouse                       | Haute-Garonne       | Occitanie                  | inscrit    | « PA00094629 », notice no PA00094629 | 43° 36′ 30″ nord, 1° 23′ 06″ est   |       |
| Immeuble                                                            | Toulouse                       | Haute-Garonne       | Occitanie                  | inscrit    | « PA00094577 », notice no PA00094577 | 43° 35′ 42″ nord, 1° 26′ 44″ est   |       |
| Tour de Guillaume Garreri                                           | Toulouse                       | Haute-Garonne       | Occitanie                  | inscrit    | « PA00094639 », notice no PA00094639 | 43° 35′ 48″ nord, 1° 26′ 45″ est   |       |
| Château de Gramart                                                  | Tournefeuille                  | Haute-Garonne       | Occitanie                  | inscrit    | « PA00094646 », notice no PA00094646 | 43° 34′ 58″ nord, 1° 20′ 48″ est   |       |
| Église Saint-Symphorien de Gy                                       | Gy                             | Haute-Saône         | Bourgogne-Franche-Comté    | inscrit    | « PA00102191 », notice no PA00102191 | 47° 24′ 13″ nord, 5° 48′ 51″ est   |       |
| Château de Clermont                                                 | Clermont                       | Haute-Savoie        | Auvergne-Rhône-Alpes       | classé     | « PA00118375 », notice no PA00118375 | 45° 58′ 26″ nord, 5° 54′ 32″ est   |       |
| Croix du chef-lieu                                                  | Neydens                        | Haute-Savoie        | Auvergne-Rhône-Alpes       | inscrit    | « PA00118413 », notice no PA00118413 | 46° 07′ 15″ nord, 6° 06′ 14″ est   |       |
| Croix de Verrières                                                  | Neydens                        | Haute-Savoie        | Auvergne-Rhône-Alpes       | inscrit    | « PA00118414 », notice no PA00118414 | 46° 07′ 15″ nord, 6° 06′ 15″ est   |       |
| Château de Nedde                                                    | Nedde                          | Haute-Vienne        | Nouvelle-Aquitaine         | classé     | « PA00100400 », notice no PA00100400 | 45° 43′ 04″ nord, 1° 49′ 57″ est   |       |
| Maison                                                              | Saint-Léonard-de-Noblat        | Haute-Vienne        | Nouvelle-Aquitaine         | inscrit    | « PA00100474 », notice no PA00100474 | 45° 50′ 15″ nord, 1° 29′ 22″ est   |       |
| Hôtel de Rigoulêne                                                  | Saint-Léonard-de-Noblat        | Haute-Vienne        | Nouvelle-Aquitaine         | inscrit    | « PA00100469 », notice no PA00100469 | 45° 50′ 10″ nord, 1° 29′ 24″ est   |       |
| Château des Comtes de Comminges de Bramevaque                       | Bramevaque                     | Hautes-Pyrénées     | Occitanie                  | inscrit    | « PA00095355 », notice no PA00095355 | 42° 58′ 34″ nord, 0° 34′ 27″ est   |       |
| Chapelle des Pénitents d'Aniane                                     | Aniane                         | Hérault             | Occitanie                  | inscrit    | « PA00103353 », notice no PA00103353 | 43° 41′ 04″ nord, 3° 35′ 09″ est   |       |
| Cimetière de l'église de Fontès                                     | Fontès                         | Hérault             | Occitanie                  | inscrit    | « PA00103451 », notice no PA00103451 | 43° 32′ 34″ nord, 3° 22′ 42″ est   |       |
| Pont de Gignac                                                      | Gignac                         | Hérault             | Occitanie                  | inscrit    | « PA00103463 », notice no PA00103463 | 43° 39′ 13″ nord, 3° 32′ 09″ est   |       |
| Hôtel Richer de Belleval                                            | Montpellier                    | Hérault             | Occitanie                  | inscrit    | « PA00103551 », notice no PA00103551 | 43° 36′ 43″ nord, 3° 52′ 29″ est   |       |
| Immeuble                                                            | Saint-Malo                     | Ille-et-Vilaine     | Bretagne                   | inscrit    | « PA00090838 », notice no PA00090838 | 48° 38′ 54″ nord, 2° 01′ 31″ ouest |       |
| Immeuble                                                            | Saint-Malo                     | Ille-et-Vilaine     | Bretagne                   | inscrit    | « PA00090840 », notice no PA00090840 | 48° 38′ 54″ nord, 2° 01′ 32″ ouest |       |
| Immeuble                                                            | Saint-Malo                     | Ille-et-Vilaine     | Bretagne                   | inscrit    | « PA00090837 », notice no PA00090837 | 48° 38′ 54″ nord, 2° 01′ 29″ ouest |       |
| Immeuble                                                            | Saint-Malo                     | Ille-et-Vilaine     | Bretagne                   | inscrit    | « PA00090839 », notice no PA00090839 | 48° 38′ 54″ nord, 2° 01′ 31″ ouest |       |
| Château d'Azay-le-Ferron                                            | Azay-le-Ferron                 | Indre               | Centre-Val de Loire        | classé     | « PA00097268 », notice no PA00097268 | 46° 51′ 04″ nord, 1° 04′ 12″ est   |       |
| Château de Chantilly                                                | Courcelles-de-Touraine         | Indre-et-Loire      | Centre-Val de Loire        | classé     | « PA00097714 », notice no PA00097714 | 47° 28′ 24″ nord, 0° 18′ 25″ est   |       |
| Ancienne église Sainte-Catherine de Razines                         | Razines                        | Indre-et-Loire      | Centre-Val de Loire        | inscrit    | « PA00097933 », notice no PA00097933 | 46° 58′ 26″ nord, 0° 22′ 20″ est   |       |
| Manoir de la Singerie                                               | Saint-Avertin                  | Indre-et-Loire      | Centre-Val de Loire        | inscrit    | « PA00098060 », notice no PA00098060 | 47° 21′ 43″ nord, 0° 43′ 26″ est   |       |
| Enceinte de Châteauneuf                                             | Tours                          | Indre-et-Loire      | Centre-Val de Loire        | inscrit    | « PA00098159 », notice no PA00098159 | 47° 23′ 35″ nord, 0° 41′ 02″ est   |       |
| Château de Couzières                                                | Veigné                         | Indre-et-Loire      | Centre-Val de Loire        | inscrit    | « PA00098272 », notice no PA00098272 | 47° 17′ 42″ nord, 0° 44′ 07″ est   |       |
| Manoir de la Belle Jonchère                                         | Veigné                         | Indre-et-Loire      | Centre-Val de Loire        | inscrit    | « PA00098274 », notice no PA00098274 | 47° 15′ 35″ nord, 0° 45′ 09″ est   |       |
| La Sarrazinière                                                     | Saint-Quentin-Fallavier        | Isère               | Auvergne-Rhône-Alpes       | classé     | « PA00117272 », notice no PA00117272 | 45° 38′ 06″ nord, 5° 06′ 49″ est   |       |
| Immeuble                                                            | Dole                           | Jura                | Bourgogne-Franche-Comté    | inscrit    | « PA00101859 », notice no PA00101859 | 47° 05′ 28″ nord, 5° 29′ 35″ est   |       |
| Grande Fontaine dite Fontaine aux Lépreux                           | Dole                           | Jura                | Bourgogne-Franche-Comté    | inscrit    | « PA00101847 », notice no PA00101847 | 47° 05′ 28″ nord, 5° 29′ 40″ est   |       |
| Immeuble                                                            | Dole                           | Jura                | Bourgogne-Franche-Comté    | inscrit    | « PA00101860 », notice no PA00101860 | 47° 05′ 30″ nord, 5° 29′ 28″ est   |       |
| Hôtel Rigollier de Parcey                                           | Dole                           | Jura                | Bourgogne-Franche-Comté    | inscrit    | « PA00101857 », notice no PA00101857 | 47° 05′ 26″ nord, 5° 29′ 26″ est   |       |
| Croix de Petit-Noir                                                 | Petit-Noir                     | Jura                | Bourgogne-Franche-Comté    | inscrit    | « PA00101990 », notice no PA00101990 | 46° 56′ 09″ nord, 5° 20′ 33″ est   |       |
| Abbatiale de Jourcey                                                | Chambœuf                       | Loire               | Auvergne-Rhône-Alpes       | inscrit    | « PA00117442 », notice no PA00117442 | 45° 34′ 48″ nord, 4° 17′ 18″ est   |       |
| Église Saint-Jean-Baptiste de Chevry-sous-le-Bignon                 | Chevry-sous-le-Bignon          | Loiret              | Centre-Val de Loire        | inscrit    | « PA00098752 », notice no PA00098752 | 48° 08′ 26″ nord, 2° 53′ 55″ est   |       |
| Ermitage                                                            | Cahors                         | Lot                 | Occitanie                  | inscrit    | « PA00095002 », notice no PA00095002 | 44° 26′ 44″ nord, 1° 25′ 35″ est   |       |
| Église Saint-Hilaire (ancienne)                                     | Agen                           | Lot-et-Garonne      | Nouvelle-Aquitaine         | inscrit    | « PA00084040 », notice no PA00084040 | 44° 12′ 23″ nord, 0° 36′ 50″ est   |       |
| Hôtel Monluc                                                        | Agen                           | Lot-et-Garonne      | Nouvelle-Aquitaine         | inscrit    | « PA00084045 », notice no PA00084045 | 44° 12′ 13″ nord, 0° 36′ 59″ est   |       |
| Hôtel Amblard                                                       | Agen                           | Lot-et-Garonne      | Nouvelle-Aquitaine         | inscrit    | « PA00084048 », notice no PA00084048 | 44° 12′ 21″ nord, 0° 37′ 00″ est   |       |
| Maison à pans de bois                                               | Agen                           | Lot-et-Garonne      | Nouvelle-Aquitaine         | inscrit    | « PA00084052 », notice no PA00084052 | 44° 12′ 13″ nord, 0° 36′ 55″ est   |       |
| Tour du Chapelet                                                    | Agen                           | Lot-et-Garonne      | Nouvelle-Aquitaine         | inscrit    | « PA00084056 », notice no PA00084056 | 44° 12′ 23″ nord, 0° 37′ 06″ est   |       |
| Château de Clermont-Dessous                                         | Clermont-Dessous               | Lot-et-Garonne      | Nouvelle-Aquitaine         | inscrit    | « PA00084094 », notice no PA00084094 | 44° 14′ 48″ nord, 0° 25′ 17″ est   |       |
| Donjon de Fauguerolles                                              | Croix-Blanche (La)             | Lot-et-Garonne      | Nouvelle-Aquitaine         | inscrit    | « PA00084098 », notice no PA00084098 | 44° 17′ 29″ nord, 0° 42′ 02″ est   |       |
| Château de Cuzorn                                                   | Cuzorn                         | Lot-et-Garonne      | Nouvelle-Aquitaine         | inscrit    | « PA00084099 », notice no PA00084099 | 44° 32′ 40″ nord, 0° 56′ 58″ est   |       |
| Tour de Laugnac                                                     | Laugnac                        | Lot-et-Garonne      | Nouvelle-Aquitaine         | inscrit    | « PA00084152 », notice no PA00084152 | 44° 18′ 28″ nord, 0° 36′ 16″ est   |       |
| Château de Madaillan                                                | Madaillan                      | Lot-et-Garonne      | Nouvelle-Aquitaine         | inscrit    | « PA00084160 », notice no PA00084160 | 44° 15′ 25″ nord, 0° 34′ 29″ est   |       |
| Château de Ladhuie                                                  | Montayral                      | Lot-et-Garonne      | Nouvelle-Aquitaine         | inscrit    | « PA00084187 », notice no PA00084187 | 44° 29′ 46″ nord, 0° 58′ 26″ est   |       |
| Église Saint-Vincent de Souliès                                     | Paulhiac                       | Lot-et-Garonne      | Nouvelle-Aquitaine         | inscrit    | « PA00084201 », notice no PA00084201 | 44° 33′ 03″ nord, 0° 48′ 36″ est   |       |
| Porte de Ferracap                                                   | Penne-d'Agenais                | Lot-et-Garonne      | Nouvelle-Aquitaine         | inscrit    | « PA00084202 », notice no PA00084202 | 44° 23′ 24″ nord, 0° 49′ 14″ est   |       |
| Église Saint-Pierre-ès-Liens de Rives                               | Rives                          | Lot-et-Garonne      | Nouvelle-Aquitaine         | inscrit    | « PA00084277 », notice no PA00084277 | 44° 38′ 43″ nord, 0° 44′ 28″ est   |       |
| Donjon de Péchon                                                    | Saint-Antoine-de-Ficalba       | Lot-et-Garonne      | Nouvelle-Aquitaine         | inscrit    | « PA00084219 », notice no PA00084219 | 44° 20′ 25″ nord, 0° 44′ 00″ est   |       |
| Église Saint-Romain de Lastreilles                                  | Saint-Front-sur-Lémance        | Lot-et-Garonne      | Nouvelle-Aquitaine         | inscrit    | « PA00084228 », notice no PA00084228 | 44° 33′ 54″ nord, 0° 59′ 39″ est   |       |
| Église Saint-Basile de Lusignan-Grand                               | Saint-Hilaire-de-Lusignan      | Lot-et-Garonne      | Nouvelle-Aquitaine         | inscrit    | « PA00084230 », notice no PA00084230 | 44° 14′ 37″ nord, 0° 30′ 54″ est   |       |
| Église Saint-Jean d'Aygues Vives                                    | Saint-Pastour                  | Lot-et-Garonne      | Nouvelle-Aquitaine         | inscrit    | « PA00084237 », notice no PA00084237 | 44° 29′ 29″ nord, 0° 37′ 48″ est   |       |
| Église Saint-Barthélemy de Sauveterre-la-Lémance                    | Sauveterre-la-Lémance          | Lot-et-Garonne      | Nouvelle-Aquitaine         | inscrit    | « PA00084249 », notice no PA00084249 | 44° 35′ 25″ nord, 1° 00′ 50″ est   |       |
| Maison de l'ancienne Viguerie                                       | Villeneuve-sur-Lot             | Lot-et-Garonne      | Nouvelle-Aquitaine         | inscrit    | « PA00084271 », notice no PA00084271 | 44° 24′ 25″ nord, 0° 42′ 18″ est   |       |
| Château de Monrepos                                                 | Villeneuve-sur-Lot             | Lot-et-Garonne      | Nouvelle-Aquitaine         | inscrit    | « PA00084269 », notice no PA00084269 | 44° 23′ 42″ nord, 0° 44′ 07″ est   |       |
| Chapelle Notre-Dame-de-Grâce-et-de-Toute-Joie de Villeneuve-sur-Lot | Villeneuve-sur-Lot             | Lot-et-Garonne      | Nouvelle-Aquitaine         | inscrit    | « PA00084267 », notice no PA00084267 | 44° 24′ 23″ nord, 0° 42′ 14″ est   |       |
| Couvent des Ursulines d'Ispagnac                                    | Ispagnac                       | Lozère              | Occitanie                  | inscrit    | « PA00103826 », notice no PA00103826 | 44° 22′ 13″ nord, 3° 32′ 13″ est   |       |
| Porte Haute                                                         | Le Malzieu-Ville               | Lozère              | Occitanie                  | inscrit    | « PA00103847 », notice no PA00103847 | 44° 51′ 22″ nord, 3° 19′ 55″ est   |       |
| Maison Malgoire de Salles                                           | Mende                          | Lozère              | Occitanie                  | inscrit    | « PA00103867 », notice no PA00103867 | 44° 31′ 07″ nord, 3° 29′ 58″ est   |       |
| Couvent des Ursulines                                               | Mende                          | Lozère              | Occitanie                  | inscrit    | « PA00103858 », notice no PA00103858 | 44° 31′ 03″ nord, 3° 29′ 59″ est   |       |
| Pont de Montvert                                                    | Le Pont-de-Montvert            | Lozère              | Occitanie                  | inscrit    | « PA00103896 », notice no PA00103896 | 44° 21′ 47″ nord, 3° 44′ 36″ est   |       |
| Maison basse                                                        | Sainte-Enimie                  | Lozère              | Occitanie                  | inscrit    | « PA00103923 », notice no PA00103923 | 44° 21′ 59″ nord, 3° 24′ 40″ est   |       |
| Maison                                                              | Sainte-Enimie                  | Lozère              | Occitanie                  | inscrit    | « PA00103920 », notice no PA00103920 | 44° 21′ 59″ nord, 3° 24′ 40″ est   |       |
| Château de Durtal                                                   | Durtal                         | Maine-et-Loire      | Pays de la Loire           | classé     | « PA00109090 », notice no PA00109090 | 47° 40′ 14″ nord, 0° 14′ 42″ ouest |       |
| Chapelle Notre-Dame                                                 | Jarzé Villages                 | Maine-et-Loire      | Pays de la Loire           | classé     | « PA00109138 », notice no PA00109138 | 47° 33′ 47″ nord, 0° 12′ 46″ ouest |       |
| Église Saint-Pierre                                                 | Parnay                         | Maine-et-Loire      | Pays de la Loire           | classé     | « PA00109226 », notice no PA00109226 | 47° 13′ 53″ nord, 0° 00′ 30″ est   |       |
| Église Notre-Dame                                                   | Appeville                      | Manche              | Normandie                  | classé     | « PA00110321 », notice no PA00110321 | 49° 19′ 17″ nord, 1° 20′ 33″ ouest |       |
| Restes du château                                                   | Saint-Germain-sur-Sèves        | Manche              | Normandie                  | inscrit    | « PA00110573 », notice no PA00110573 | 49° 13′ 54″ nord, 1° 21′ 59″ ouest |       |
| Hôtel Ponsardin                                                     | Reims                          | Marne               | Grand Est                  | classé     | « PA00078793 », notice no PA00078793 | 49° 15′ 29″ nord, 4° 01′ 54″ est   |       |
| Place d'Alliance                                                    | Nancy                          | Meurthe-et-Moselle  | Grand Est                  | inscrit    | « PA00106309 », notice no PA00106309 | 48° 41′ 38″ nord, 6° 11′ 11″ est   |       |
| Immeuble                                                            | Nancy                          | Meurthe-et-Moselle  | Grand Est                  | inscrit    | « PA54000062 », notice no PA54000062 | 48° 41′ 38″ nord, 6° 11′ 14″ est   |       |
| Immeuble                                                            | Nancy                          | Meurthe-et-Moselle  | Grand Est                  | inscrit    | « PA54000061 », notice no PA54000061 | 48° 41′ 36″ nord, 6° 11′ 12″ est   |       |
| Immeuble                                                            | Nancy                          | Meurthe-et-Moselle  | Grand Est                  | inscrit    | « PA00106130 », notice no PA00106130 | 48° 41′ 37″ nord, 6° 11′ 09″ est   |       |
| Immeuble                                                            | Nancy                          | Meurthe-et-Moselle  | Grand Est                  | inscrit    | « PA00106246 », notice no PA00106246 | 48° 41′ 39″ nord, 6° 11′ 11″ est   |       |
| Immeuble                                                            | Nancy                          | Meurthe-et-Moselle  | Grand Est                  | inscrit    | « PA00106247 », notice no PA00106247 | 48° 41′ 39″ nord, 6° 11′ 11″ est   |       |
| Immeuble                                                            | Nancy                          | Meurthe-et-Moselle  | Grand Est                  | inscrit    | « PA54000063 », notice no PA54000063 | 48° 41′ 36″ nord, 6° 11′ 13″ est   |       |
| Immeuble                                                            | Nancy                          | Meurthe-et-Moselle  | Grand Est                  | inscrit    | « PA00106197 », notice no PA00106197 | 48° 41′ 36″ nord, 6° 11′ 12″ est   |       |
| Immeuble                                                            | Nancy                          | Meurthe-et-Moselle  | Grand Est                  | inscrit    | « PA00106198 », notice no PA00106198 | 48° 41′ 36″ nord, 6° 11′ 11″ est   |       |
| Immeuble                                                            | Nancy                          | Meurthe-et-Moselle  | Grand Est                  | inscrit    | « PA00106249 », notice no PA00106249 | 48° 41′ 40″ nord, 6° 11′ 12″ est   |       |
| Hôtel d'Alsace                                                      | Nancy                          | Meurthe-et-Moselle  | Grand Est                  | inscrit    | « PA00106111 », notice no PA00106111 | 48° 41′ 38″ nord, 6° 11′ 12″ est   |       |
| Immeuble                                                            | Nancy                          | Meurthe-et-Moselle  | Grand Est                  | inscrit    | « PA00106129 », notice no PA00106129 | 48° 41′ 38″ nord, 6° 11′ 09″ est   |       |
| Immeuble                                                            | Nancy                          | Meurthe-et-Moselle  | Grand Est                  | inscrit    | « PA00106243 », notice no PA00106243 | 48° 41′ 39″ nord, 6° 11′ 09″ est   |       |
| Immeuble                                                            | Nancy                          | Meurthe-et-Moselle  | Grand Est                  | inscrit    | « PA00106244 », notice no PA00106244 | 48° 41′ 39″ nord, 6° 11′ 10″ est   |       |
| Immeuble                                                            | Nancy                          | Meurthe-et-Moselle  | Grand Est                  | inscrit    | « PA00106241 », notice no PA00106241 | 48° 41′ 39″ nord, 6° 11′ 09″ est   |       |
| Immeuble                                                            | Nancy                          | Meurthe-et-Moselle  | Grand Est                  | inscrit    | « PA00106245 », notice no PA00106245 | 48° 41′ 39″ nord, 6° 11′ 12″ est   |       |
| Immeuble                                                            | Nancy                          | Meurthe-et-Moselle  | Grand Est                  | inscrit    | « PA00106248 », notice no PA00106248 | 48° 41′ 39″ nord, 6° 11′ 13″ est   |       |
| Pont sur la Saulx                                                   | Haironville                    | Meuse               | Grand Est                  | inscrit    | « PA00106543 », notice no PA00106543 | 48° 41′ 05″ nord, 5° 05′ 05″ est   |       |
| Crypte Saint-Maur                                                   | Verdun                         | Meuse               | Grand Est                  | classé     | « PA00106664 », notice no PA00106664 | 49° 09′ 45″ nord, 5° 22′ 41″ est   |       |
| Manoir de Menorval                                                  | Guern                          | Morbihan            | Bretagne                   | inscrit    | « PA00091253 », notice no PA00091253 | 48° 01′ 43″ nord, 3° 07′ 37″ ouest |       |
| Château de Giry                                                     | Giry                           | Nièvre              | Bourgogne-Franche-Comté    | inscrit    | « PA00112897 », notice no PA00112897 | 47° 13′ 14″ nord, 3° 21′ 44″ est   |       |
| Église Saint-Lucien d'Avrechy                                       | Avrechy                        | Oise                | Hauts-de-France            | classé     | « PA00114489 », notice no PA00114489 | 49° 26′ 52″ nord, 2° 25′ 34″ est   |       |
| Donjon de Clermont                                                  | Clermont                       | Oise                | Hauts-de-France            | inscrit    | « PA00114598 », notice no PA00114598 | 49° 22′ 48″ nord, 2° 25′ 09″ est   |       |
| Maison                                                              | Compiègne                      | Oise                | Hauts-de-France            | inscrit    | « PA00114632 », notice no PA00114632 | 49° 24′ 55″ nord, 2° 49′ 20″ est   |       |
| Hôtel de la Petite Rose                                             | Compiègne                      | Oise                | Hauts-de-France            | inscrit    | « PA00114620 », notice no PA00114620 | 49° 24′ 59″ nord, 2° 49′ 21″ est   |       |
| Calvaire de l'Abbé Prévost                                          | Courteuil                      | Oise                | Hauts-de-France            | classé     | « PA00114647 », notice no PA00114647 | 49° 11′ 59″ nord, 2° 32′ 03″ est   |       |
| Église Saint-Martin de Maimbeville                                  | Maimbeville                    | Oise                | Hauts-de-France            | classé     | « PA00114736 », notice no PA00114736 | 49° 24′ 54″ nord, 2° 31′ 14″ est   |       |
| Ancien château de Nanteuil-le-Haudouin                              | Nanteuil-le-Haudouin           | Oise                | Hauts-de-France            | inscrit    | « PA00114767 », notice no PA00114767 | 49° 08′ 21″ nord, 2° 48′ 19″ est   |       |
| Ferme de Néry                                                       | Néry                           | Oise                | Hauts-de-France            | inscrit    | « PA00114771 », notice no PA00114771 | 49° 16′ 53″ nord, 2° 46′ 48″ est   |       |
| Église Saint-Pierre et Saint-Paul de Précy-sur-Oise                 | Précy-sur-Oise                 | Oise                | Hauts-de-France            | inscrit    | « PA00114820 », notice no PA00114820 | 49° 12′ 12″ nord, 2° 22′ 08″ est   |       |
| Camp de Tremblay                                                    | Verneuil-en-Halatte            | Oise                | Hauts-de-France            | classé     | « PA00114947 », notice no PA00114947 | 49° 16′ 33″ nord, 2° 30′ 20″ est   |       |
| Immeuble                                                            | 1er arrondissement de Paris    | Paris               | Île-de-France              | inscrit    | « PA00085870 », notice no PA00085870 | 48° 51′ 25″ nord, 2° 20′ 31″ est   |       |
| Immeuble                                                            | 1er arrondissement de Paris    | Paris               | Île-de-France              | inscrit    | « PA00085863 », notice no PA00085863 | 48° 51′ 23″ nord, 2° 20′ 31″ est   |       |
| Immeuble                                                            | 1er arrondissement de Paris    | Paris               | Île-de-France              | inscrit    | « PA00085866 », notice no PA00085866 | 48° 51′ 24″ nord, 2° 20′ 31″ est   |       |
| Immeuble                                                            | 1er arrondissement de Paris    | Paris               | Île-de-France              | inscrit    | « PA00085867 », notice no PA00085867 | 48° 51′ 24″ nord, 2° 20′ 31″ est   |       |
| Immeuble                                                            | 1er arrondissement de Paris    | Paris               | Île-de-France              | inscrit    | « PA00085890 », notice no PA00085890 | 48° 51′ 24″ nord, 2° 20′ 35″ est   |       |
| Immeuble                                                            | 1er arrondissement de Paris    | Paris               | Île-de-France              | inscrit    | « PA00085868 », notice no PA00085868 | 48° 51′ 25″ nord, 2° 20′ 31″ est   |       |
| Immeuble                                                            | 1er arrondissement de Paris    | Paris               | Île-de-France              | inscrit    | « PA00085892 », notice no PA00085892 | 48° 51′ 25″ nord, 2° 20′ 35″ est   |       |
| Place Dauphine                                                      | 1er arrondissement de Paris    | Paris               | Île-de-France              | inscrit    | « PA00085996 », notice no PA00085996 | 48° 51′ 23″ nord, 2° 20′ 33″ est   |       |
| Immeuble                                                            | 1er arrondissement de Paris    | Paris               | Île-de-France              | inscrit    | « PA00085923 », notice no PA00085923 | 48° 51′ 24″ nord, 2° 20′ 30″ est   |       |
| Immeuble                                                            | 1er arrondissement de Paris    | Paris               | Île-de-France              | inscrit    | « PA00085861 », notice no PA00085861 | 48° 51′ 22″ nord, 2° 20′ 32″ est   |       |
| Immeuble                                                            | 1er arrondissement de Paris    | Paris               | Île-de-France              | inscrit    | « PA00085865 », notice no PA00085865 | 48° 51′ 23″ nord, 2° 20′ 31″ est   |       |
| Immeuble                                                            | 1er arrondissement de Paris    | Paris               | Île-de-France              | inscrit    | « PA00085869 », notice no PA00085869 | 48° 51′ 24″ nord, 2° 20′ 30″ est   |       |
| Immeuble                                                            | 1er arrondissement de Paris    | Paris               | Île-de-France              | inscrit    | « PA00085873 », notice no PA00085873 | 48° 51′ 25″ nord, 2° 20′ 30″ est   |       |
| Immeuble                                                            | 1er arrondissement de Paris    | Paris               | Île-de-France              | inscrit    | « PA00085871 », notice no PA00085871 | 48° 51′ 24″ nord, 2° 20′ 30″ est   |       |
| Église Saint-Étienne de Campoussy                                   | Campoussy                      | Pyrénées-Orientales | Occitanie                  | inscrit    | « PA00103977 », notice no PA00103977 | 42° 42′ 37″ nord, 2° 27′ 32″ est   |       |
| Prieuré de Ternay                                                   | Ternay                         | Rhône               | Auvergne-Rhône-Alpes       | classé     | « PA00118077 », notice no PA00118077 | 45° 36′ 31″ nord, 4° 48′ 35″ est   |       |
| Chapelle du cimetière d'Amanzé                                      | Amanzé                         | Saône-et-Loire      | Bourgogne-Franche-Comté    | inscrit    | « PA00113067 », notice no PA00113067 | 46° 19′ 52″ nord, 4° 14′ 27″ est   |       |
| Église Saint-Pierre de Besanceuil                                   | Bonnay                         | Saône-et-Loire      | Bourgogne-Franche-Comté    | inscrit    | « PA00113122 », notice no PA00113122 | 46° 32′ 48″ nord, 4° 36′ 23″ est   |       |
| Château de la Clayette                                              | La Clayette                    | Saône-et-Loire      | Bourgogne-Franche-Comté    | classé     | « PA00113218 », notice no PA00113218 | 46° 17′ 36″ nord, 4° 18′ 22″ est   |       |
| Croix de Lugny-lès-Charolles                                        | Lugny-lès-Charolles            | Saône-et-Loire      | Bourgogne-Franche-Comté    | inscrit    | « PA00113317 », notice no PA00113317 | 46° 24′ 38″ nord, 4° 12′ 40″ est   |       |
| Église Saint-Nicolas de Paray-le-Monial                             | Paray-le-Monial                | Saône-et-Loire      | Bourgogne-Franche-Comté    | inscrit    | « PA00113383 », notice no PA00113383 | 46° 27′ 08″ nord, 4° 07′ 12″ est   |       |
| Église Saint-Marcel de Pierre-de-Bresse                             | Pierre-de-Bresse               | Saône-et-Loire      | Bourgogne-Franche-Comté    | inscrit    | « PA00113391 », notice no PA00113391 | 46° 53′ 12″ nord, 5° 15′ 29″ est   |       |
| Cimetière de Saint-Émiland                                          | Saint-Émiland                  | Saône-et-Loire      | Bourgogne-Franche-Comté    | inscrit    | « PA00113428 », notice no PA00113428 | 46° 54′ 17″ nord, 4° 29′ 07″ est   |       |
| Église Saint-Eusèbe de Saint-Huruge                                 | Saint-Huruge                   | Saône-et-Loire      | Bourgogne-Franche-Comté    | inscrit    | « PA00113434 », notice no PA00113434 | 46° 34′ 47″ nord, 4° 34′ 05″ est   |       |
| Puits                                                               | Saint-Léger-sous-Beuvray       | Saône-et-Loire      | Bourgogne-Franche-Comté    | inscrit    | « PA00113440 », notice no PA00113440 | 46° 55′ 22″ nord, 4° 06′ 00″ est   |       |
| Cimetière de Saint-Mard-de-Vaux                                     | Saint-Mard-de-Vaux             | Saône-et-Loire      | Bourgogne-Franche-Comté    | inscrit    | « PA00113445 », notice no PA00113445 | 46° 48′ 45″ nord, 4° 41′ 05″ est   |       |
| Église de Saint-Martin-de-Lixy                                      | Saint-Martin-de-Lixy           | Saône-et-Loire      | Bourgogne-Franche-Comté    | inscrit    | « PA00113448 », notice no PA00113448 | 46° 12′ 12″ nord, 4° 14′ 41″ est   |       |
| Borne itinéraire de Saint-Yan                                       | Saint-Yan                      | Saône-et-Loire      | Bourgogne-Franche-Comté    | inscrit    | « PA00113462 », notice no PA00113462 | 46° 24′ 41″ nord, 4° 02′ 18″ est   |       |
| Église Notre-Dame-de-l'Assomption de Suin                           | Suin                           | Saône-et-Loire      | Bourgogne-Franche-Comté    | inscrit    | « PA00113482 », notice no PA00113482 | 46° 26′ 01″ nord, 4° 28′ 29″ est   |       |
| Église Saint-Saturnin de Vauban                                     | Vauban                         | Saône-et-Loire      | Bourgogne-Franche-Comté    | inscrit    | « PA00113521 », notice no PA00113521 | 46° 15′ 38″ nord, 4° 13′ 24″ est   |       |
| Église Saint-Pierre-et-Saint-Paul de Beaumont-sur-Dême              | Beaumont-sur-Dême              | Sarthe              | Pays de la Loire           | inscrit    | « PA00109683 », notice no PA00109683 | 47° 41′ 36″ nord, 0° 34′ 11″ est   |       |
| Manoir de la Beunêche                                               | Roézé-sur-Sarthe               | Sarthe              | Pays de la Loire           | classé     | « PA00109919 », notice no PA00109919 | 47° 52′ 46″ nord, 0° 06′ 16″ est   |       |
| Lycée Vaugelas                                                      | Chambéry                       | Savoie              | Auvergne-Rhône-Alpes       | classé     | « PA00118224 », notice no PA00118224 | 45° 34′ 03″ nord, 5° 55′ 05″ est   |       |
| Hôtel des Marches                                                   | Chambéry                       | Savoie              | Auvergne-Rhône-Alpes       | inscrit    | « PA00118237 », notice no PA00118237 | 45° 33′ 53″ nord, 5° 55′ 26″ est   |       |
| Église Saint-Maurice de Chamousset                                  | Chamousset                     | Savoie              | Auvergne-Rhône-Alpes       | classé     | « PA00118245 », notice no PA00118245 | 45° 33′ 38″ nord, 6° 12′ 06″ est   |       |
| Église Saint-Jean-Baptiste de Marthod                               | Marthod                        | Savoie              | Auvergne-Rhône-Alpes       | classé     | « PA00118273 », notice no PA00118273 | 45° 43′ 36″ nord, 6° 24′ 15″ est   |       |
| Pharmacie                                                           | Dieppe                         | Seine-Maritime      | Normandie                  | inscrit    | « PA00100628 », notice no PA00100628 | 49° 55′ 29″ nord, 1° 04′ 29″ est   |       |
| Maison de l'armateur                                                | Le Havre                       | Seine-Maritime      | Normandie                  | classé     | « PA00100713 », notice no PA00100713 | 49° 29′ 13″ nord, 0° 06′ 46″ est   |       |
| Maison à pans de bois                                               | Rouen                          | Seine-Maritime      | Normandie                  | inscrit    | « PA00101000 », notice no PA00101000 | 49° 26′ 29″ nord, 1° 05′ 44″ est   |       |
| Église Saint-Blaise de Labastide-de-Lévis                           | Labastide-de-Lévis             | Tarn                | Occitanie                  | inscrit    | « PA00095570 », notice no PA00095570 | 43° 55′ 36″ nord, 2° 00′ 33″ est   |       |
| Porte de l'Irissou                                                  | Puycelsi                       | Tarn                | Occitanie                  | inscrit    | « PA00095618 », notice no PA00095618 | 43° 59′ 36″ nord, 1° 42′ 41″ est   |       |
| Puits de Castelsagrat                                               | Castelsagrat                   | Tarn-et-Garonne     | Occitanie                  | inscrit    | « PA00095723 », notice no PA00095723 | 44° 11′ 02″ nord, 0° 56′ 49″ est   |       |
| Croix de Caylus                                                     | Caylus                         | Tarn-et-Garonne     | Occitanie                  | inscrit    | « PA00095732 », notice no PA00095732 | 44° 14′ 26″ nord, 1° 43′ 36″ est   |       |
| Maisons                                                             | Dunes                          | Tarn-et-Garonne     | Occitanie                  | inscrit    | « PA00095744 », notice no PA00095744 | 44° 05′ 16″ nord, 0° 46′ 12″ est   |       |
| Château de Pervinquières                                            | Ginals                         | Tarn-et-Garonne     | Occitanie                  | inscrit    | « PA00095751 », notice no PA00095751 | 44° 13′ 47″ nord, 1° 53′ 42″ est   |       |
| Musée Calbet                                                        | Grisolles                      | Tarn-et-Garonne     | Occitanie                  | inscrit    | « PA00095756 », notice no PA00095756 | 43° 49′ 40″ nord, 1° 17′ 41″ est   |       |
| Église Saint-Martin de Grisolles                                    | Grisolles                      | Tarn-et-Garonne     | Occitanie                  | inscrit    | « PA00095755 », notice no PA00095755 | 43° 49′ 41″ nord, 1° 17′ 42″ est   |       |
| Église Notre-Dame-des Misères de Mirabel                            | Mirabel                        | Tarn-et-Garonne     | Occitanie                  | inscrit    | « PA00095784 », notice no PA00095784 | 44° 08′ 18″ nord, 1° 26′ 04″ est   |       |
| Abbaye de la Garde-Dieu                                             | Mirabel                        | Tarn-et-Garonne     | Occitanie                  | inscrit    | « PA00095783 », notice no PA00095783 | 44° 10′ 17″ nord, 1° 24′ 58″ est   |       |
| Tour de l'Horloge                                                   | Verdun-sur-Garonne             | Tarn-et-Garonne     | Occitanie                  | inscrit    | « PA00095904 », notice no PA00095904 | 43° 51′ 08″ nord, 1° 13′ 58″ est   |       |
| Chapelle Saint-Laurent de Méré                                      | Chaussy                        | Val-d'Oise          | Île-de-France              | inscrit    | « PA00080021 », notice no PA00080021 | 49° 06′ 19″ nord, 1° 42′ 20″ est   |       |
| Croix de cimetière de Chérence                                      | Chérence                       | Val-d'Oise          | Île-de-France              | inscrit    | « PA00080026 », notice no PA00080026 | 49° 05′ 14″ nord, 1° 40′ 16″ est   |       |
| Presbytère de Frémainville                                          | Frémainville                   | Val-d'Oise          | Île-de-France              | inscrit    | « PA00080059 », notice no PA00080059 | 49° 03′ 59″ nord, 1° 52′ 00″ est   |       |
| Croix pattée de Guiry-en-Vexin                                      | Guiry-en-Vexin                 | Val-d'Oise          | Île-de-France              | inscrit    | « PA00080084 », notice no PA00080084 | 49° 07′ 11″ nord, 1° 51′ 28″ est   |       |
| Château du Cabin                                                    | Guiry-en-Vexin                 | Val-d'Oise          | Île-de-France              | inscrit    | « PA00080083 », notice no PA00080083 | 49° 06′ 16″ nord, 1° 51′ 31″ est   |       |
| Noviciat des Jésuites                                               | Avignon                        | Vaucluse            | Provence-Alpes-Côte d'Azur | inscrit    | « PA00081940 », notice no PA00081940 | 43° 56′ 38″ nord, 4° 48′ 17″ est   |       |
| Chartreuse de Bonpas                                                | Caumont-sur-Durance            | Vaucluse            | Provence-Alpes-Côte d'Azur | inscrit    | « PA00082016 », notice no PA00082016 | 43° 53′ 22″ nord, 4° 55′ 25″ est   |       |
| Cimetière et chapelle Notre-Dame-de-Pareloup de Mazan               | Mazan                          | Vaucluse            | Provence-Alpes-Côte d'Azur | inscrit    | « PA00082073 », notice no PA00082073 | 44° 03′ 25″ nord, 5° 07′ 57″ est   |       |
| Abbaye Saint-Sauveur de Charroux                                    | Charroux                       | Vienne              | Nouvelle-Aquitaine         | inscrit    | « PA00105383 », notice no PA00105383 | 46° 08′ 35″ nord, 0° 24′ 16″ est   |       |
| Église Notre-Dame de Payroux                                        | Payroux                        | Vienne              | Nouvelle-Aquitaine         | inscrit    | « PA00105576 », notice no PA00105576 | 46° 12′ 57″ nord, 0° 29′ 10″ est   |       |
| Église Saint-Pierre-Saint-Paul d'Ablis                              | Ablis                          | Yvelines            | Île-de-France              | inscrit    | « PA00087357 », notice no PA00087357 | 48° 30′ 57″ nord, 1° 50′ 08″ est   |       |
| Église Saint-Martin de Boinville-en-Mantois                         | Boinville-en-Mantois           | Yvelines            | Île-de-France              | inscrit    | « PA00087371 », notice no PA00087371 | 48° 55′ 48″ nord, 1° 45′ 25″ est   |       |
| Obélisque de Boinville-le-Gaillard                                  | Boinville-le-Gaillard          | Yvelines            | Île-de-France              | inscrit    | « PA00087373 », notice no PA00087373 | 48° 29′ 44″ nord, 1° 52′ 57″ est   |       |
| Église de l'Assomption de Boinville-le-Gaillard                     | Boinville-le-Gaillard          | Yvelines            | Île-de-France              | inscrit    | « PA00087372 », notice no PA00087372 | 48° 29′ 38″ nord, 1° 52′ 16″ est   |       |
| Église Saint-Hilaire de Boissets                                    | Boissets                       | Yvelines            | Île-de-France              | inscrit    | « PA00087374 », notice no PA00087374 | 48° 51′ 45″ nord, 1° 34′ 48″ est   |       |
| Château du Prieuré                                                  | Conflans-Sainte-Honorine       | Yvelines            | Île-de-France              | inscrit    | « PA00087412 », notice no PA00087412 | 48° 59′ 33″ nord, 2° 05′ 44″ est   |       |
| Église Saint-Martin de Crespières                                   | Crespières                     | Yvelines            | Île-de-France              | inscrit    | « PA00087414 », notice no PA00087414 | 48° 52′ 54″ nord, 1° 55′ 28″ est   |       |
| Bornes de l'allée de chasse de Charles X                            | Gambaiseuil                    | Yvelines            | Île-de-France              | inscrit    | « PA00087440 », notice no PA00087440 |                                    |       |
| Église Saint-Pierre de Garancières                                  | Garancières                    | Yvelines            | Île-de-France              | inscrit    | « PA00087441 », notice no PA00087441 | 48° 49′ 25″ nord, 1° 45′ 23″ est   |       |
| Église Saints-Crépin-et-Crépinien de Gommecourt                     | Gommecourt                     | Yvelines            | Île-de-France              | inscrit    | « PA00087444 », notice no PA00087444 | 49° 04′ 38″ nord, 1° 35′ 37″ est   |       |
| Église Saint-Denis de Goussonville                                  | Goussonville                   | Yvelines            | Île-de-France              | inscrit    | « PA00087446 », notice no PA00087446 | 48° 55′ 15″ nord, 1° 45′ 54″ est   |       |
| Église Saint-Germain-d'Auxerre d'Hermeray                           | Hermeray                       | Yvelines            | Île-de-France              | inscrit    | « PA00087452 », notice no PA00087452 | 48° 38′ 16″ nord, 1° 40′ 31″ est   |       |
| Église Saint-Martin de Jouy-en-Josas                                | Jouy-en-Josas                  | Yvelines            | Île-de-France              | inscrit    | « PA00087463 », notice no PA00087463 | 48° 45′ 48″ nord, 2° 10′ 05″ est   |       |
| Église Saint-Pierre de Longnes                                      | Longnes                        | Yvelines            | Île-de-France              | inscrit    | « PA00087475 », notice no PA00087475 | 48° 55′ 20″ nord, 1° 35′ 15″ est   |       |
| Église Saint-Pierre de Longvilliers                                 | Longvilliers                   | Yvelines            | Île-de-France              | inscrit    | « PA00087476 », notice no PA00087476 | 48° 34′ 44″ nord, 1° 59′ 29″ est   |       |
| Maison des musiciens italiens                                       | Versailles                     | Yvelines            | Île-de-France              | inscrit    | « PA00087757 », notice no PA00087757 | 48° 48′ 05″ nord, 2° 08′ 48″ est   |       |